# 佐々木秀典
佐々木 秀典（ささき ひでのり、1934年8月2日 - ）は、日本の政治家、弁護士（登録番号：9171）。元衆議院議員（5期）。

## 来歴・人物
北海道旭川市出身。父・佐々木秀世は自由民主党・宏池会所属の衆議院議員であり、第1次田中角栄内閣の運輸大臣を務めた。
旭川市立日章国民学校、旭川市立常盤中学校卒。旭川西高校3年時にサッカー部の主将を務め、旭川市・上川支庁地区大会で優勝し全道大会出場。1957年早稲田大学法学部を卒業。1961年に26歳で司法試験に合格し、翌1962年に早稲田大学大学院を修了する。司法修習16期（同期に日野市朗）経て1964年、弁護士登録。1969年、青年法律家協会（青法協）議長となり、社会派弁護士として活躍する傍ら、石田和外最高裁判所長官による青法協会員裁判官の排除に抵抗する。また、東弁副会長、日本弁護士連合会（日弁連）常務理事などを歴任する。
1983年、第13回参議院議員通常選挙に東京都選挙区から、元委員長・飛鳥田一雄の引退を受けて第35回衆議院議員総選挙に東京1区から日本社会党公認で立候補する。保守政治家を父に持つ佐々木が、社会党から出馬したことで話題になるが、両選挙では落選。1986年には郷里の旭川市長選挙に立候補するが落選する。旭川弁護士会会長及び北海道弁護士連合会副理事長を経て、1990年の第39回衆議院議員総選挙に前衆議院副議長・安井吉典の後継者として社会党公認で立候補し、初当選（同区で旭川西高の後輩である自民党の今津寛も当選）。以後、連続当選5回。1993年に成立した細川内閣では法務政務次官に就任する。1996年、社会民主党を離党し、旧民主党・民主党の結党に参加。1999年の民主党代表選挙では、新政局懇談会会長・横路孝弘の推薦人になった。衆議院沖縄及び北方問題に関する特別委員長、内閣委員長、決算行政監視委員長を歴任。2003年の第43回衆議院議員総選挙では今津に敗北し比例復活で再選。
2005年の第44回衆議院議員総選挙には出馬せず、北海道6区で北海道議会議員の佐々木隆博（縁戚関係はない）を後継指名して政界を引退した。同年、旭川市功労者、旭日重光章。
北海道警裏金事件では、自身と同じ90年社会党新人代議士で民主党北海道連代表の鉢呂吉雄と共に、道警幹部に対する告発状を札幌地方検察庁に提出、検察審査会にも審査申し立て。
2006年の新人対決となった旭川市長選では、かつて衆院選で戦った西川将人の選対本部長を務めた。
2021年1月、弁護士登録取消し請求が行われた。

## 政策
- 選択的夫婦別姓制度導入に賛成[3]。

## 議員連盟
- 「共謀罪」に反対する超党派国会議員と市民の集い（呼びかけ人）[4]